# Fritz Edelstam
Fritz Fabian Edelstam, född den 2 mars 1865, död ogift den 1 mars 1919 i Malmö, var en svensk jägmästare och intendent för Kungliga Djurgården.

## Biografi
Efter mogenhetsexamen i Kalmar 1883 blev Fritz Edelstam elev vid Skogsinstitutet 1885. Han utexaminerades därifrån 1887 och blev då extra jägmästare i Blekinge revir och år 1889 extra jägmästare i Olands revir i Uppsala län. Edelstam blev 1890 assistent i Olands revir och 1895 i Malmöhus revir. Edelstam gjorde skogsvetenskapliga resor i utlandet 1886–1889 samt med offentligt anslag 1893. År 1893 blev Edelstam tillförordnad jägmästare i Örbyhus revir och föreståndare för Marma skogsskola. Edelstam blev år 1898 intendent för Kungliga Djurgården och chef för Kungens jägare. Samma år blev han extra jägmästare i bergslagsdistriktet. År 1901 blev Edelstam hovjägmästare. Edelstam kvarstod som intendent för Djurgården till 1910 då han blev överjägmästare i södra distriktet.
Edelstam var den näst siste som innehade ämbetet som intendent på Kungliga djurgården. (Den siste intendenten på Djurgården var Carl Adolf Öhrström som tjänstgjorde 1910–1948.) Edelstam blev den siste intendent som bebodde hovjägmästarbostället Djursborg, som revs 1913 i samband med bebyggandet av Karlaplans norra sida.
Edelstam har givit namn åt Edelstams Väg (1954).
Genom sitt testamente instiftade Edelstam den av korporationen Riddarhuset förvaltade Edelstamska släktfonden.

## Utmärkelser
- Riddare av första klassen av Vasaorden 1904
- Innehavare av Deras Majestäter Konung Oscar II:s och Drottning Sofias guldbröllopsminnestecken 1907
- Kommendör av andra klassen av Vasaorden 1909
- Riddare av andra klassen av Ryska S:t Anna-orden 1909

## Familj
Fritz Edelstam var son till landshövdingen Gustaf Edelstam av adelsätten Edelstam och hans maka Eva Edelstam, född von Post. Han var bror till ingenjören och meteorologen Otto Edelstam.
Fritz Edelstam är begraven på Norra begravningsplatsen utanför Stockholm.